# Schienenpersonenfernverkehrsgesetz
Als Schienenpersonenfernverkehrsgesetz (SPFVG) oder Bundesschienenpersonenfernverkehrsgesetz (BSPFVG) wurden mehrere Gesetzentwürfe bezeichnet, mit denen der Gewährleistungsauftrag des Bundes für den Schienenpersonenfernverkehr (SPFV) in Deutschland gemäß Art. 87e Abs. 4 des Grundgesetzes umgesetzt werden sollte. Die Entwürfe sahen vor, dass der Bund ein Grundangebot im SPFV sicherstellen sollte, das in einem regelmäßig fortzuschreibenden Schienenpersonenfernverkehrsplan verankert würde.
Zuletzt beschloss 2018 der Bundesrat einen solchen Gesetzentwurf, der jedoch nicht im Bundestag beraten wurde.
Während für den Schienenpersonennahverkehr (SPNV) durch das Regionalisierungsgesetz die Länder verantwortlich sind, wird der Schienenpersonenfernverkehr eigenwirtschaftlich erbracht. In der Gesetzesbegründung führt der Bundesrat aus, dass er die oft vorgetragene Auffassung, dass der Bund seiner grundgesetzlichen Verantwortung zur Sicherung von Fernverkehrsangeboten allein über die Bereitstellung von Haushaltsmitteln für Investitionen in bundeseigenen Schienenwege bereits hinreichend nachkomme, nicht teilt. Nach Auffassung des Bundesrates würden derartige Investitionen eben nicht sicherstellen, dass es entsprechende Verkehrsangebote auch tatsächlich gibt. Die Initiatoren der Gesetzentwürfe kritisieren, dass das Fernverkehrsangebot abseits der Hauptachsen nicht ausreichend sei.

## Zielstellung
Maßgeblicher Inhalt des Gesetzentwurfs ist die Idee eines Schienenpersonenfernverkehrsplans (SPFV-Plan). Das Grundangebot im Schienenpersonenfernverkehr soll gemäß dem gegenwärtigen Gesetzentwurf in einem alle drei Jahre fortzuschreibenden SPFV-Plan festgeschrieben werden. Hierin sollen mindestens die anzubindenden Orte, die Verknüpfungspunkte, die zu befahrenden Linien, die Taktfolge und die tägliche Bedienungszeit auf den einzelnen Linien dargestellt werden (vgl. § 2). Dem Gesetzentwurf zufolge soll der SPFV-Plan der Zustimmung durch den Bundesrat bedürfen.

## Entwürfe

### 2001 (Bundesrat, PDS und Union)
Im zeitlichen Umfeld einer weitreichenden Ausdünnung des Fernverkehrsangebots durch die DB Fernverkehr um 2000/2001 wurden sowohl im Bundesrat als auch im Bundestag erste Initiativen zur gesetzlichen Festschreibung eines Mindestangebots im Schienenpersonenfernverkehr gestartet.
Dazu gehört der gemeinsame Gesetzesantrag der Länder Baden-Württemberg und Bayern, mit dem diese am 1. Februar 2001 den Entwurf eines Gesetzes zur Gewährleistung des Schienenpersonenfernverkehrs – Bundesschienenpersonenfernverkehrsgesetz (BSPFVG) als BR-Drs. 82/01 in den Bundesrat einbrachten. Gegenstand des Gesetzes sollten unter anderem die Festschreibung eines Mindestangebots in Höhe des DB-Angebots vor der beabsichtigten Einstellung vieler Linien sowie die Aufstellung eines zweijährlich fortzuschreibenden Schienenpersonenfernverkehrsplans sein. In seiner Sitzung vom 16. Februar 2001 verwies der Bundesrat den Gesetzesantrag in seine Ausschüsse. Weitere Beschlüsse zu dieser Drucksache sind nicht bekannt.
Nahezu zeitgleich, am 27. März 2001 brachte die PDS-Fraktion mit Bundestagsdrucksache Drs. 14/5662 einen gleichlautenden Gesetzantrag im Deutschen Bundestag ein. Bereits am 6. März 2001 hatte CDU/CSU-Bundestagsfraktion mit BT-Drs. 14/5451 einen Antrag ins parlamentarische Verfahren eingebracht, mit dem die Bundesregierung aufgefordert werden sollte, ihrerseits den Entwurf eines Gesetzes zur Gewährleistung des Schienenpersonenfernverkehrs mit im Antrag näher bestimmten Kernpunkten vorzulegen. Zu den genannten Kernpunkten sollte unter anderem ein bestimmter „Mindestumfang für den Gewährleistungsauftrag in Zugkilometern pro Kalenderjahr“ und ein zweijährlich fortzuschreibender Schienenpersonenfernverkehrsplan gehören. Beide Anträge wurden am 18. Oktober 2001 mit den Stimmen der rot-grünen Regierungsfraktionen und den Stimmen der FDP-Fraktion mehrheitlich abgelehnt.

### 2008 (Bundesrat)
Im zeitlichen Zusammenhang mit der 2007/2008 vorgesehenen Teilprivatisierung der Deutschen Bahn AG und unter dem Eindruck zahlreicher damit zusammenhängender Gesetzentwürfe der Bundesregierung und des Deutschen Bundestags beschloss der Bundesrat am 23. Mai 2008 den Entwurf eines Gesetzes zur Sicherstellung von Eisenbahninfrastrukturqualität und Fernverkehrsangebot (BR-Drs. 315/08). Artikel 2 dieses Artikelgesetzes enthielt den Entwurf eines Gesetzes zur Sicherstellung des Schienenpersonenfernverkehrs, dessen Gegenstand unter anderem ein Schienenpersonenfernverkehrsplan und ein -bericht, die alle zwei Jahre fortzuschreiben gewesen wären, waren. Die Gesetzesinitiative ging zunächst vom Land Sachsen-Anhalt aus, wurde aber letztlich gemeinsam mit Bayern, Hessen und dem Saarland in den Bundesrat eingebracht.
Mit Schreiben der Bundeskanzlerin vom 2. Juli 2008 wurde die beschlossene BR-Drs. 315/08 dem Deutschen Bundestag zugeleitet und als Bundestagsdrucksache (BT-Drs.) 16/9903 an dessen Mitglieder verteilt, darin enthalten ist auch eine ablehnende Stellungnahme der Bundesregierung. Der Gesetzentwurf wurde erstmals am 16. Oktober 2008 im Deutschen Bundestag behandelt und in die Ausschüsse verwiesen. Mangels weiterer bzw. abschließender Befassung hatte sich der Gesetzentwurf durch Ablauf der Wahlperiode mit der Bundestagswahl im September 2009 erledigt.

### 2015 (Linke)
Am 3. März 2015 brachte die Fraktion DIE LINKE mit BT-Drs. 18/4186 einen Antrag in den Deutschen Bundestag ein, mit dem die Bundesregierung aufgefordert werden sollte, den Entwurf eines Gesetzes zur Gewährleistung des Schienenpersonenfernverkehrs mit im Antrag näher bestimmten Kernpunkten vorzulegen. Zu den genannten Kernpunkten sollte unter anderem ein bestimmter „Mindestumfang für den Gewährleistungsauftrag in Zugkilometern pro Kalenderjahr“ und ein zweijährlich fortzuschreibender Schienenpersonenfernverkehrsplan gehören. Die Antragsteller griffen dabei den gleichlautenden Antrag der CDU/CSU-Fraktion vom 6. März 2001 (in BT-Drs. 14/5451) auf. Der Antrag wurde 2015 im Parlament und den fachlich zuständigen Ausschüssen beraten und schließlich am 16. Dezember 2016 mehrheitlich abgelehnt.

### 2016 und 2018 (Bundesrat)
Ein erneuter Gesetzentwurf wurde im Dezember 2016 von Rheinland-Pfalz zusammen mit den Ländern Brandenburg, Bremen, Saarland und Thüringen in den Bundesrat eingebracht. Nach entsprechender Befassung in den Ausschüssen des Bundesrats wurde der Gesetzentwurf vom Plenum des Bundesrats in dessen Sitzung am 10. Februar 2017 mehrheitlich beschlossen.
Der Deutsche Bahnkunden-Verband und die Interessengemeinschaft Eisenbahn (IGEB) unterstützten den Vorstoß des Landes Rheinland-Pfalz 2015 und schlugen weitergehende Änderungen an dem Gesetz vor.
Mit Schreiben der Bundeskanzlerin vom 29. März 2017 wurde die beschlossene BR-Drs. 745/16 dem Deutschen Bundestag zugeleitet und als Bundestagsdrucksache (BT-Drs.) 18/11747 an dessen Mitglieder verteilt, darin enthalten ist auch eine ablehnende Stellungnahme der Bundesregierung. Da er bis zum Ende der damaligen Legislaturperiode nicht verabschiedet wurde, fiel das Vorhaben der parlamentarischen Diskontinuität anheim.
Da der Gesetzentwurf trotz rechtzeitiger Einbringung vom Deutschen Bundestag in seiner damaligen Legislaturperiode nicht mehr behandelt wurde, beschloss der Bundesrat in seiner Sitzung vom 23. März 2018 mit Drucksache 81/18 den Gesetzesentwurf erneut einzubringen. Eine Befassung im Bundestag fand nicht statt.